# Harvey Sacks
Harvey Sacks (19 de julho de 1935 – 14 de novembro 1975) foi um sociólogo estadunidense. Influenciado pela etnometodologia, é considerado um dos fundadores da análise da conversação, tendo sido um dos desenvolvedores de conceitos como tomada de turno, pares adjacentes, abertura e fechamento conversacional, preferência de seleção de falante e pré-sequência. Morto aos quarenta anos em um acidente de carro, boa parte de sua obra foi publicada postumamente.

## Carreira acadêmica
Sacks obteve seu título de doutor em sociologia pela Universidade da Califórnia em Berkeley em 1966. Era bacharel em direito pela Yale Law School e bacharel em artes pelo  Columbia College.